# Cultura da Espanha
A cultura espanhola é uma cultura europeia, tendo recebido diversas influências. Tem suas origens nas culturas ibérica, celta, celtibera, latina, visigótica, católica romana, e islâmica.A história, os relevos montanhosos e os mares que a cercam, contribuíram significativamente para formação de sua cultura atual. Existe um patrimônio cultural comum a todos os espanhóis, em suas regiões, há diversas manifestações culturais ligados a sua geografia. Estas manifestações refletiram diretamente em todos os campos culturais da Espanha: arte, tradições, literatura, língua e dialetos, música, gastronomia, entre outros.
A definição de uma cultura nacional espanhola tem sido caracterizada pela tensão entre o Estado centralizado, dominado nos últimos séculos por Castela, e muitas regiões e povos minoritários. Além disso, a história da nação e de seu ambiente mediterrânico e atlântico desempenhou papéis fortes na formação de sua cultura. Depois da Itália, a Espanha tem o segundo maior número de sítios classificados como Patrimônio Mundial pela UNESCO no mundo, com um total de 40.

## Esportes
A Vuelta a España é o principal evento esportivo do país, que junto ao Giro d’Italia e o Tour de France, é uma das três Grandes Voltas, do ciclismo mundial. A Vuelta teve sua primeira edição em 1935.
Os esportes da Espanha são dominados, principalmente, pelo ciclismo, o futebol (desde o século XX), o basquete, o ténis, o andebol, e pelos esportes de motor, principalmente o motociclismo. A partir dos Jogos Olímpicos de 1992, disputados na cidade de Barcelona, o país entrou na elite mundial em diversos esportes. Tem como um do maiores ídolos no esporte, Alberto Contador, da equipe Nur-Sultan Pro Cycling Team. Contador é vencedor do Tour de France 2007 e 2009, além do Giro d'Italia 2008 e Vuelta a España também em 2008, entre outras vitórias em voltas. É considerado o melhor ciclista da atualidade, e um dos grandes nomes do esporte de todos os tempos.
No futebol, sua primeira conquista de uma copa do mundo de futebol, deu-se em 2010, onde venceu a Holanda na final e conquistou a copa do mundo de futebol de 2010.

## Culinária
A Espanha e sua culinária, traz pratos refinados e requintados, como Paella, Gazpacho, Puchero, entre outros.

## Touros
Na Espanha se conserva a tradição de realizar diversos espetáculos taurinos, tais como os encierros e as ‘‘corridas de toros’‘, que fazem parte da identidade de numerosas festas populares. As ‘‘plazas de toros’‘ com maior transcendência na temporada taurina são a de ‘‘Las Ventas’‘ em Madrid, a Plaza Monumental em Pamplona, a Plaza de la Maestranza em Sevilha e a  Plaza de Valência.

## Meios de comunicação
A televisão é o principal meio de comunicação audio-visual do país, com seis emissoras nacionais, a emitir em sinal analógico, e várias regionais. As principais emissoras são a La 1, La 2, Antena 3, Cuatro, Telecinco e La Sexta.
A imprensa está concentrada principalmente em dois consórcios jornalísticos cujos principais jornais de circulação nacional são El País e El Mundo, além do ABC, La Razón e La Vanguardia. Na imprensa esportiva destacam os jornais Marca e As.

## Feriados
| 1 de Janeiro   | Ano Novo                                    | Año Nuevo                             | -                                                             |
| 6 de Janeiro   | Epifania                                    | Epifanía                              | Festa dos Reis Magos                                          |
| 19 de Março    | São José                                    | San José                              | Exceto em Andaluzia, Baleares, Canárias, Catalunha e La Rioja |
| festa móvel    | Quinta-Feira Santa                          | Jueves Santo                          | Exceto na Catalunha e Valência                                |
| festa móvel    | Sexta-Feira Santa                           | Viernes Santo                         | -                                                             |
| 1 de Maio      | Dia do Trabalho                             | Día del Trabajo                       | -                                                             |
| 25 de Julho    | Apóstolo Santiago                           | Santiago Apóstol                      | Exceto em Andaluzia, Catalunha, Ceuta, Melilha e Navarra.     |
| 15 de Agosto   | Assunção                                    | Asunción                              | -                                                             |
| 12 de Outubro  | Dia da Hispanidade Festa da Virgem do Pilar | Día de la Hispanidad Virgen del Pilar | Festa Nacional e Dia das Forças Armadas                       |
| 1 de Novembro  | Dia de Todos-os-Santos                      | Día de Todos los Santos               | -                                                             |
| 6 de Dezembro  | Dia da Constituição                         | Día de la Constitución                | -                                                             |
| 8 de Dezembro  | Imaculada Conceição                         | Inmaculada Concepción                 | -                                                             |
| 25 de Dezembro | Natal                                       | Navidad                               | -                                                             |

## Galeria

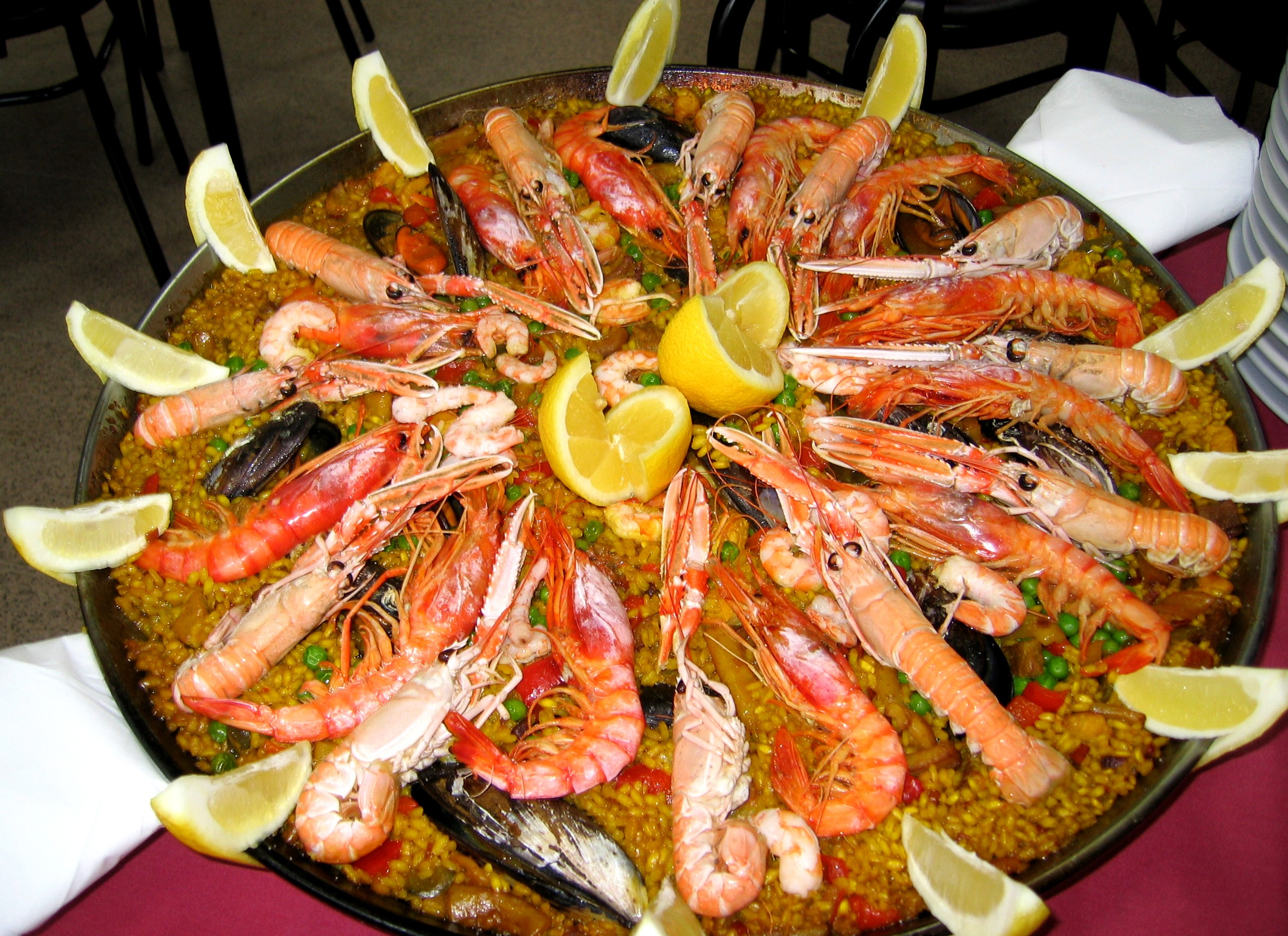
Paella, um dos pratos espanhóis mais conhecidos no exterior
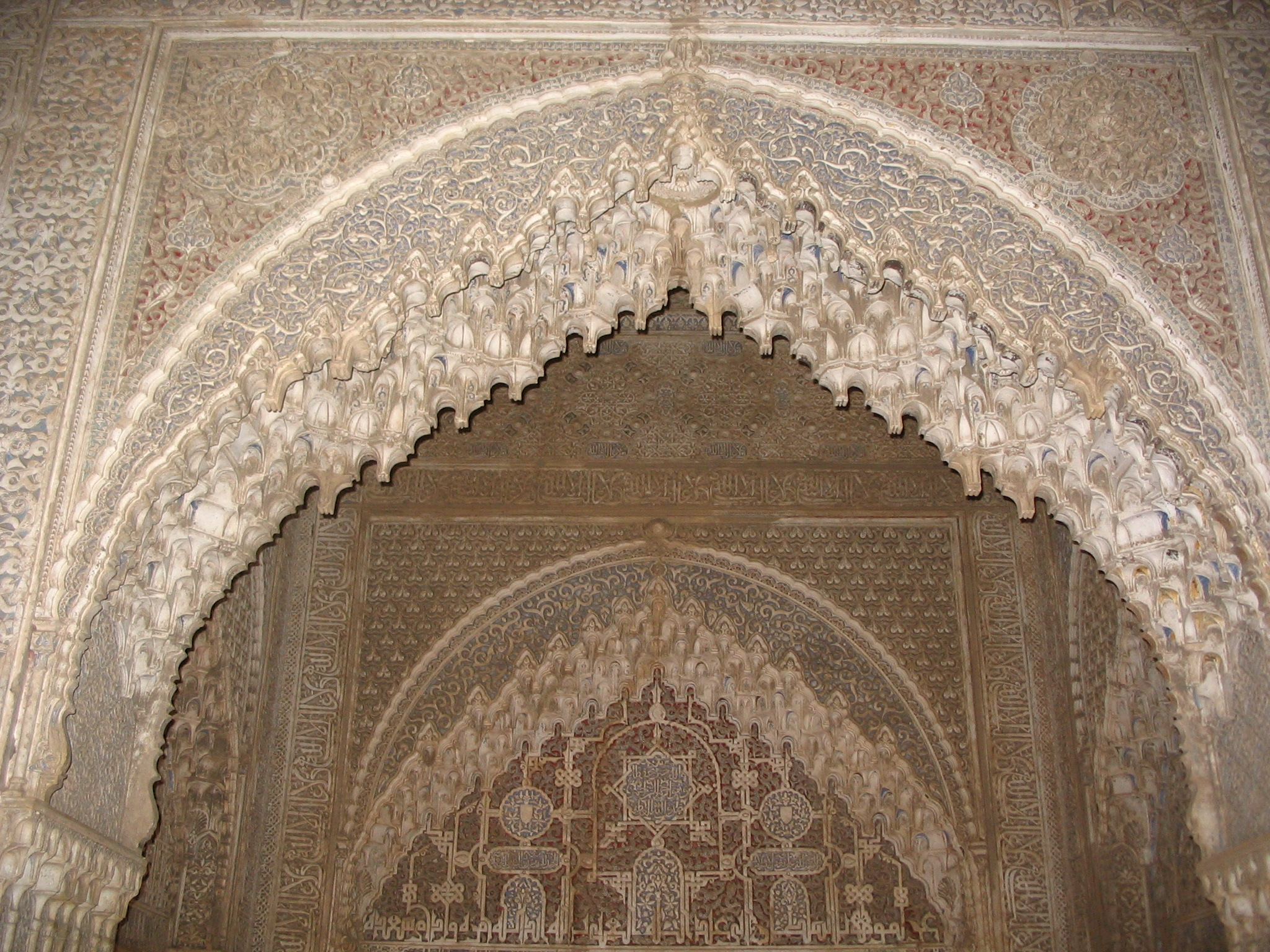
Arco com arabescos no Alhambra
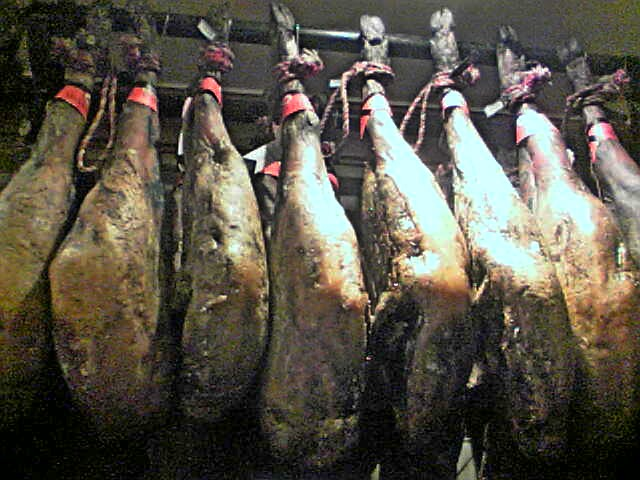
Presuntos espanhóis.
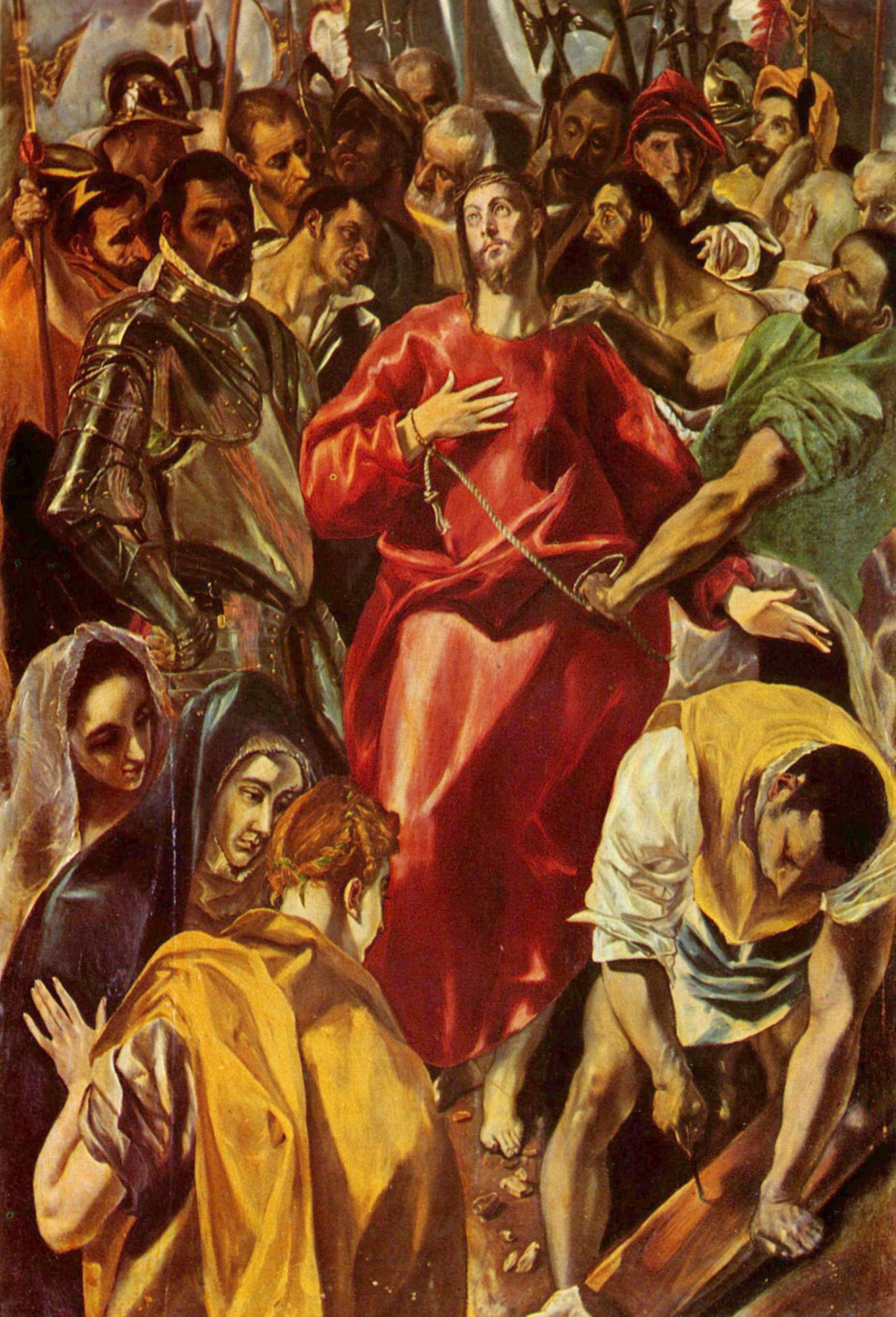
El Expolio de El Greco.
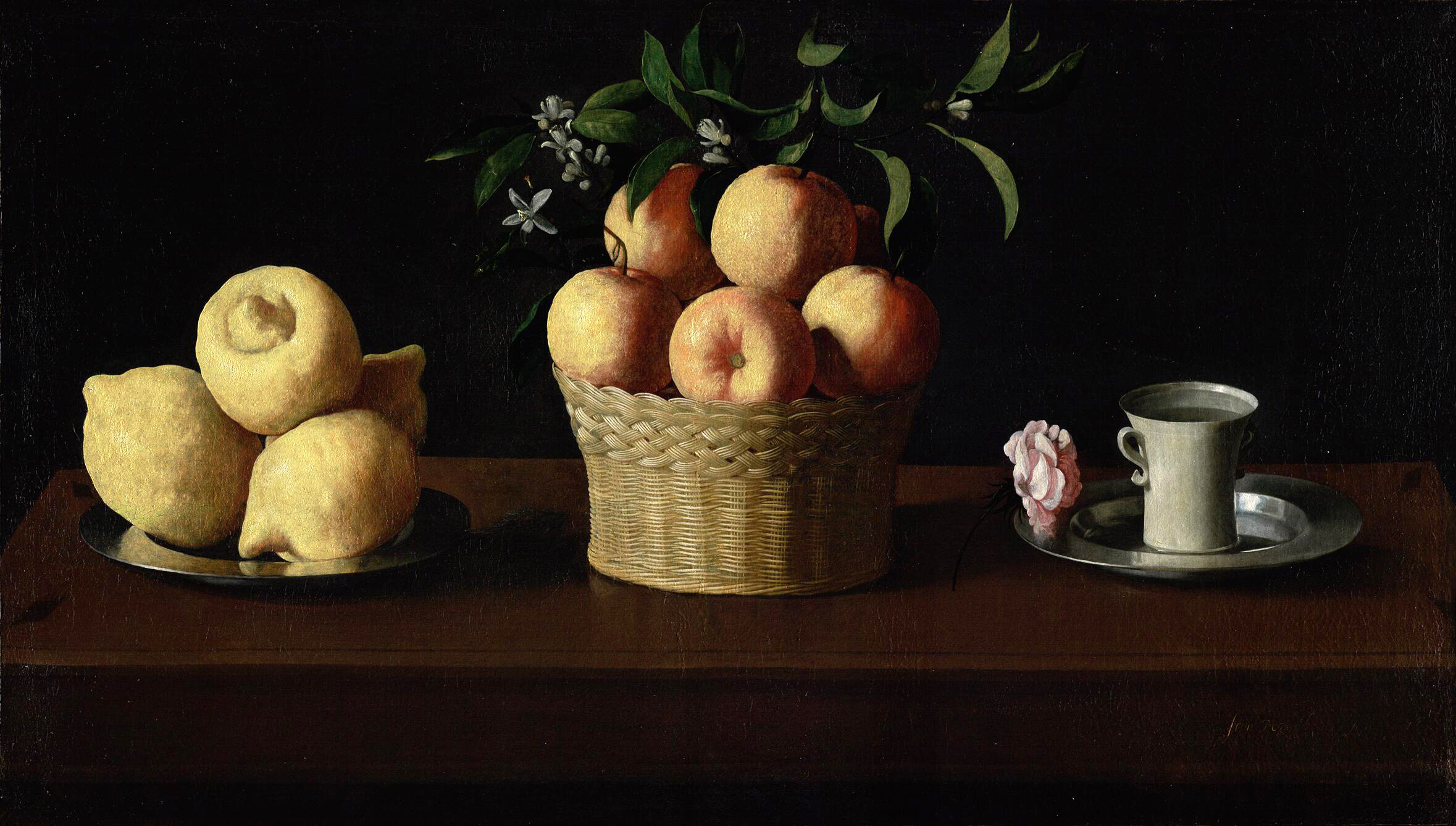
Obra de Francisco de Zurbarán.
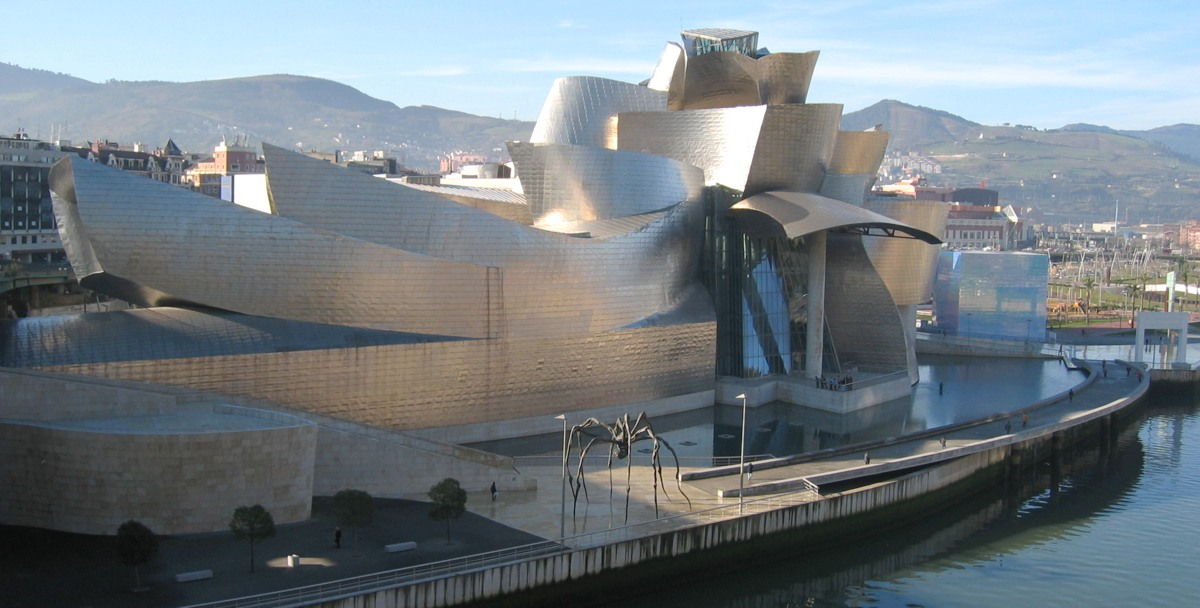
Museu Guggenheim de Bilbau.
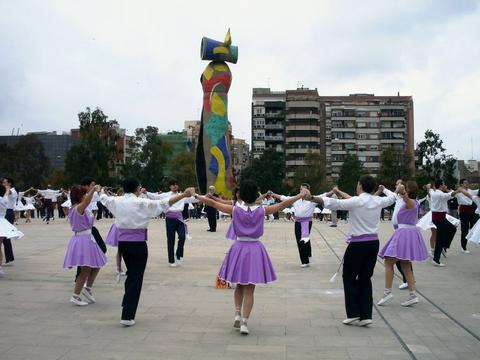
Sardanes, folclore.
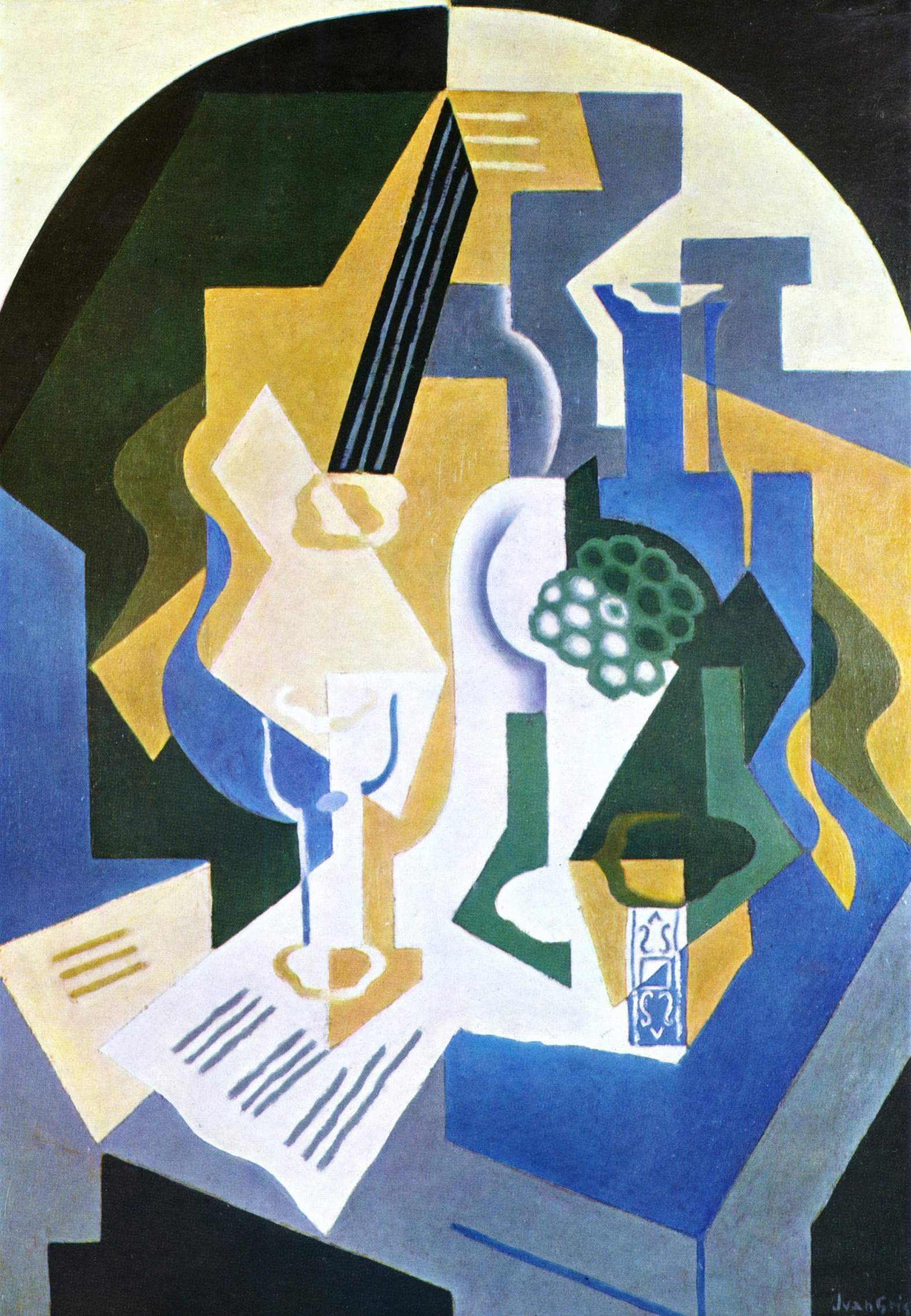
Juan Gris.
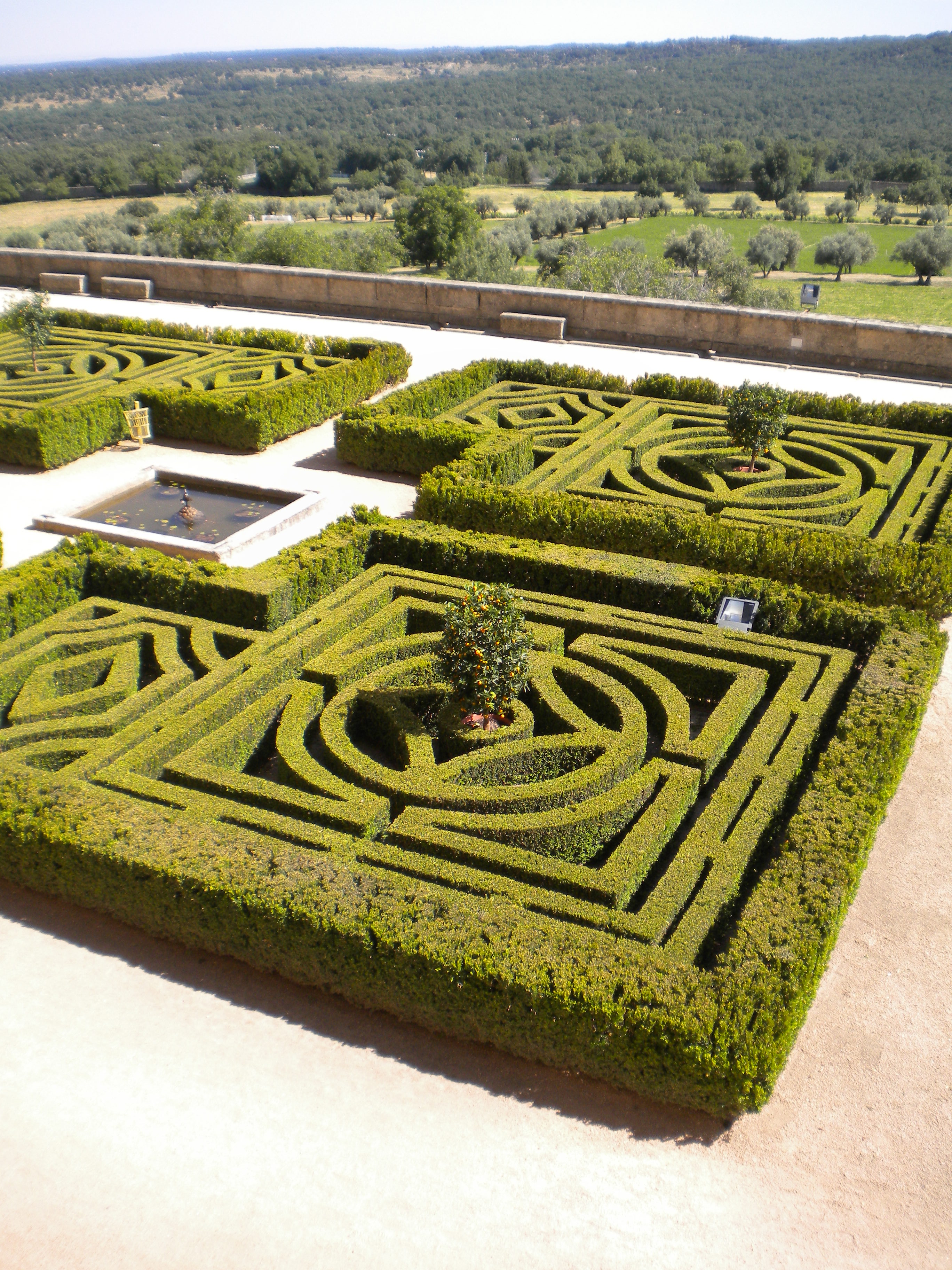
Mosteiro de São Lourenço do Escorial
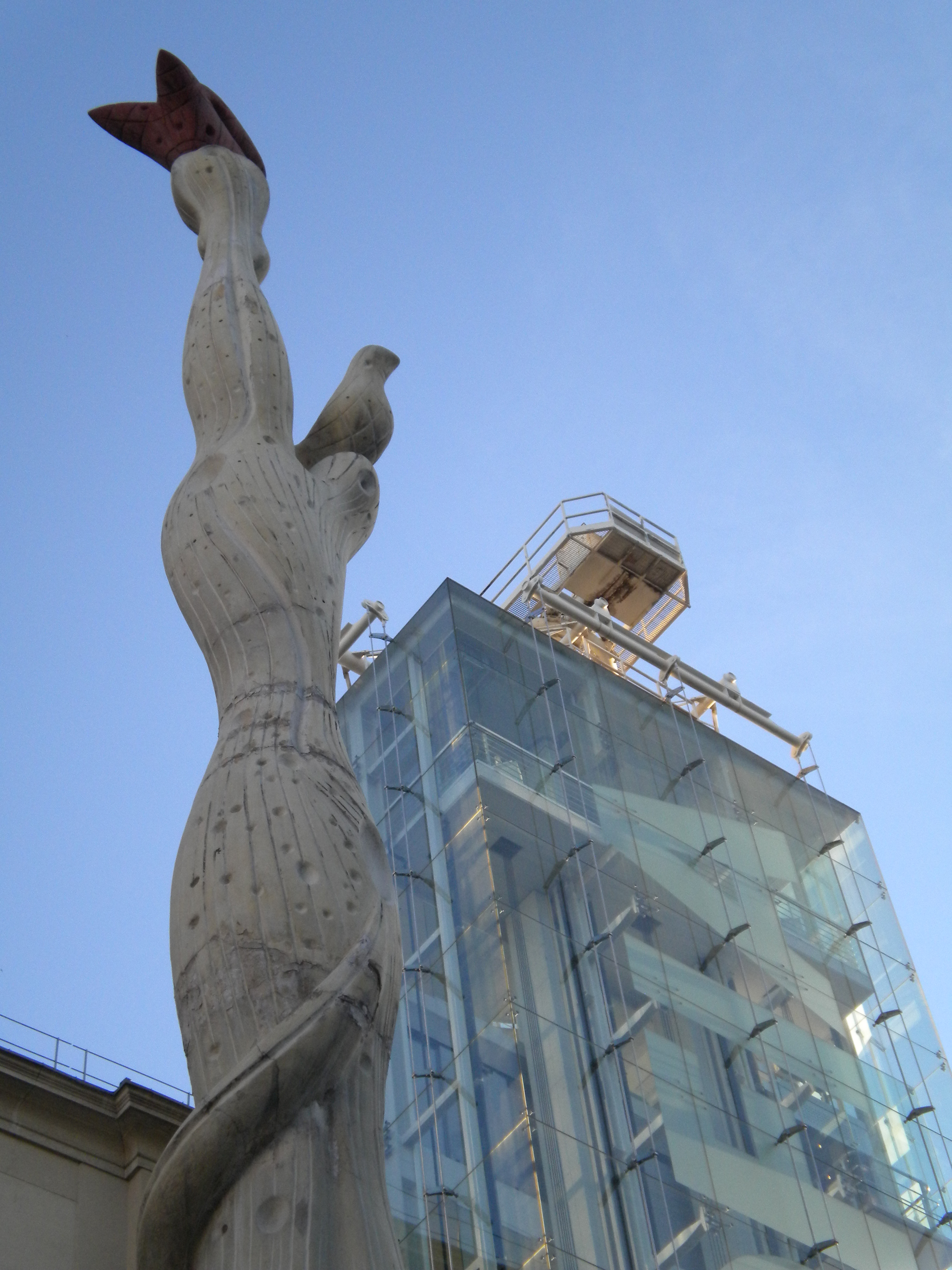
Museu Nacional Centro de Arte Reina Sofia
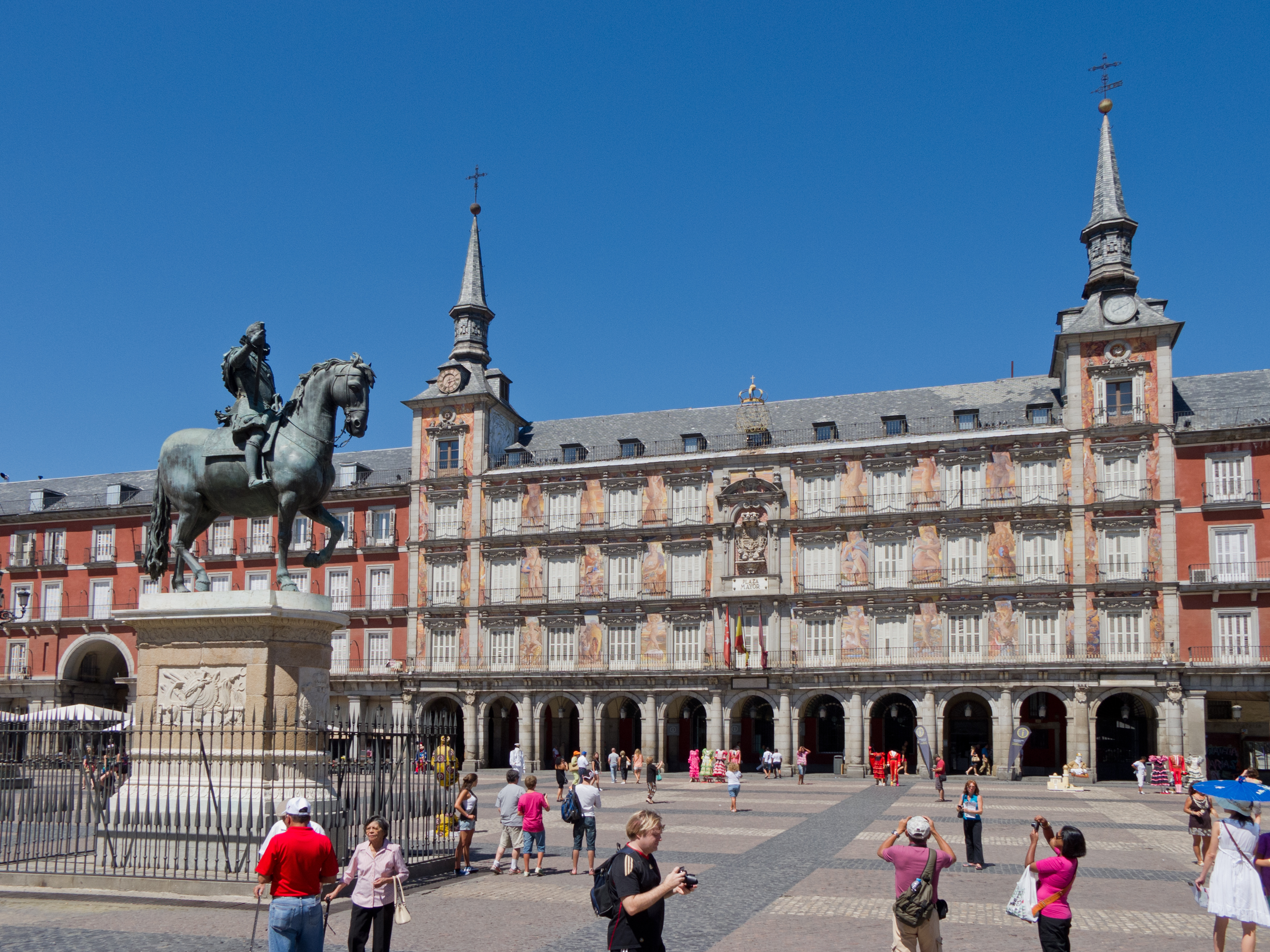
Plaza Mayor (Madrid)
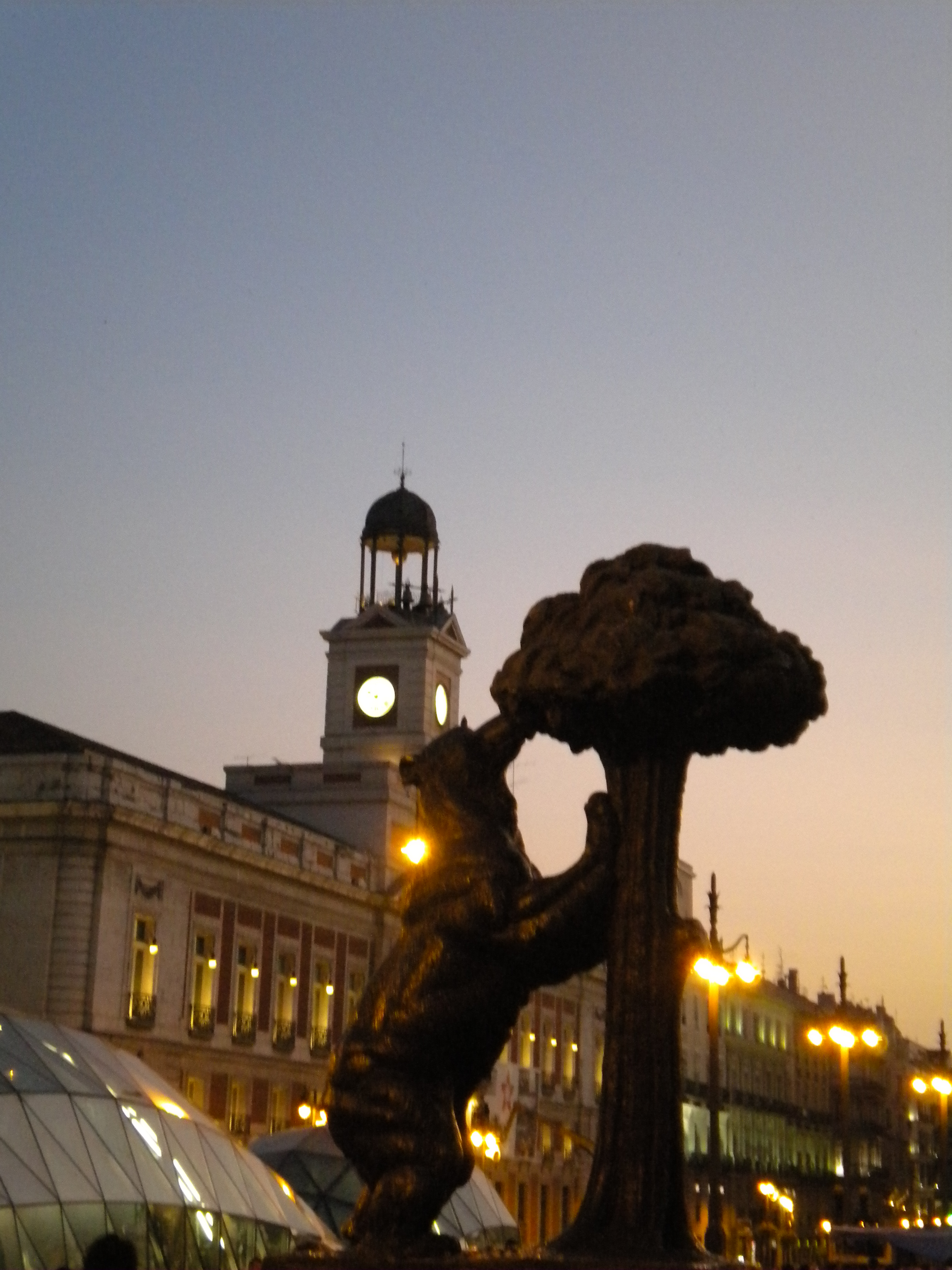
Porta do Sol (Madrid)

## Tópicos sobre a cultura da Espanha
- Lista de espanhóis
- Culinária da Espanha
- Literatura da Espanha
- Tomatina
- Tourada
- Música da Espanha
- Pintura da Espanha